# کارولینا بوچرا
کارولینا بوچرا (انگلیسی: Karolina Bochra؛ زادهٔ ۳۱ اوت ۱۹۸۸) بازیکن فوتبال اهل لهستان است.
وی همچنین در تیم ملی فوتبال زنان لهستان بازی کرده‌است.